# Chitetsu Watanabe
Chitetsu Watanabe (渡邉智哲, Watanabe Chitetsu; Niigata, 5 de março de 1907 – Joetsu, 23 de fevereiro de 2020) foi um fazendeiro e supercentenário japonês que morreu aos 112 anos e 355 dias, sendo considerado o homem vivo mais velho do mundo (até sua morte) e o homem mais velho de todos os tempos da província de Niigata, desde 31 de agosto de 2018, quando ultrapassou a idade de Jokichi Ikarashi).

## Biografia
Watanabe nasceu em 5 de março de 1907 na vila de Uragawara (agora Joetsu), na província de Niigata, no Japão. Seus pais eram agricultores. Ele estudou na Niigata Prefectural Takada Agricultural High School antes de se mudar para Taiwan, onde morou e trabalhou para a empresa de cana-de-açúcar Dai-Nippon Sugar Company até o final da Segunda Guerra Mundial, quando retornou a Joetsu. Ele viveu com a família de seu filho até 2015, quando aos 108 anos contraiu gripe e mudou-se para um lar de idosos. Chitetsu teve 5 filhos, 12 netos, 16 bisnetos e um tataraneto, nascido em 15 de janeiro de 2019, apenas cinco dias antes de se tornar o homem mais velho do Japão, após a morte de Masazou Nonaka.
Após a morte do alemão Gustav Gerneth aos 114 anos, em 22 de outubro de 2019, Watanabe foi considerado o homem vivo mais velho do mundo. Chitetsu creditava sua longevidade a rir muitas vezes, esquecendo coisas ruins e não ficar com raiva, e disse que queria experimentar comidas deliciosas,  saudáveis até os 120 anos de idade, além de poder comer sua própria comida. Ele foi reconhecido como o homem mais velho do mundo pelo Guinness World Records em 12 de fevereiro de 2020. Ele morreu apenas onze dias depois, às 23h10 (horário local) da noite de 23 de fevereiro e apenas onze dias antes de seu 113.º aniversário. Foi sucedido pelo inglês Robert "Bob" Weighton.